# Mitsuo Itoh
Mitsuo Itoh (八代 俊二 Iwata, 1 de enero de 1937 - 3 de julio de 2019?) es un expiloto de motociclismo y automovilismo japonés, que disputó el Campeonato del Mundo de Motociclismo entre 1961 hasta 1967.

## Biografía
Su carrera en el motociclismo siempre estuvo ligada a Suzuki, en cuya escuadra el piloto se especializó en pequeñas cilindradas. Formó parte del primer equipo oficial que Suzuki desplegó en competiciones mundiales y su historia también está vinculada, en particular, al Tourist Trophy. Participó por primera vez en 1961 sin completar las carreras en las que participó. Al año siguiente, acabó un quinto lugar pero en 1963 finalmente se llevó el primer y único éxito de un piloto japonés en esta competición
. 
En memoria de los 50 años de Suzuki en el TT, también se emitió una moneda conmemorativa que lleva al piloto japonés en uno de los lados.
Estuvo presente en el campeonato mundial, tanto en 50 como en 125cc desde el 1962 hasta 1967 alcanzando, como mejor resultado, tres veces en el quinto lugar en la general de 50cc. También ganó 2 Grandes Premios. Además del TT de 1963 también ganó el Gran Premio de Japón 1967. Itō, después de retirarse de las carreras, permaneció en el entorno de Suzuki, convirtiéndose también en director del departamento de carreras durante un tiempo hasta 2000.
En diciembre de 2018, Itoh fue incluido en la primera entrega de premios del Salón de la Fama del Motociclismo Deportivo de la Federación de Motociclismo del Japón. Falleció seis meses más tarde.

## Resultados en el Campeonato del Mundo
Sistema de puntuación desde 1950 hasta 1968:
| Posición | 1.º | 2.º | 3.º | 4.º | 5.º | 6.º |
| Puntos   | 8   | 6   | 4   | 3   | 2   | 1   |

### Carreras por año
(Carreras en negrita indica pole position; carreras en cursiva indica vuelta rápida)
| Año  | Cat.  | Moto   | 1       | 2     | 3       | 4       | 5       | 6     | 7     | 8     | 9       | 10    | 11    | 12    | Pts. | Pos. |
| ---- | ----- | ------ | ------- | ----- | ------- | ------- | ------- | ----- | ----- | ----- | ------- | ----- | ----- | ----- | ---- | ---- |
| 1961 | 125cc | Suzuki | ESP -   | GER - | FRA -   | IOM Ret | NED 16  | BEL - | RDA - | ULS - | NAT -   | SWE - | ARG - |       | 0    | -    |
| 1961 | 250cc | Suzuki | ESP -   | GER - | FRA -   | IOM Ret | NED -   | BEL - | RDA - | ULS - | NAT -   | SWE - | ARG - |       | 0    | -    |
| 1962 | 50cc  | Suzuki | ESP 11  | FRA 6 | IOM 5   | NED 5   | BEL 9   | GER 3 |       | RDA 2 | NAT 2   | FIN - | ARG 4 |       | 23   | 5.º  |
| 1962 | 125cc | Suzuki | ESP DNQ | FRA - | IOM -   | NED 9   | BEL Ret | GER - | ULS - | RDA - | NAT -   | FIN - | ARG 3 |       | 4    | 13.º |
| 1963 | 50cc  | Suzuki | ESP Ret | GER 5 | FRA Ret | IOM 1   | NED 5   | BEL 5 |       |       | FIN 2   |       | ARG - | JPN 6 | 20   | 5.º  |
| 1963 | 125cc | Suzuki | ESP -   | GER - | FRA -   | IOM -   | NED -   | BEL - | ULS - | RDA - | FIN -   | NAT - | ARG - | JPN 6 | 1    | 20.º |
| 1964 | 50cc  | Suzuki | USA 3   | ESP 3 | FRA -   | IOM 5   | NED 3   | BEL 4 | GER 3 |       |         | FIN - |       |       | 19   | 5.º  |
| 1964 | 125cc | Suzuki | USA 2   | ESP - | FRA -   | IOM -   | NED -   |       | GER - | RDA - | ULS -   | FIN - | NAT - | JPN - | 6    | 8.º  |
| 1965 | 50cc  | Suzuki | USA -   | ALE 4 | ESP 7   | FRA 4   | IOM Ret | NED 4 | BEL 4 |       |         |       |       | JAP 3 | 16   | 5.º  |
| 1966 | 50cc  | Suzuki | ESP -   | GER - |         | NED -   |         |       |       |       | IOM Ret | NAT - | JAP 4 |       | 3    | 6.º  |
| 1966 | 125cc | Suzuki | ESP -   | GER - |         | NED -   |         | RDA - | CZE - | FIN - | ULS -   | IOM - | NAT - | JAP 3 | 4    | 9.º  |
| 1967 | 50cc  | Suzuki | ESP -   | GER - | FRA -   | IOM -   | NED -   | BEL - |       |       |         |       |       | JAP 1 | 8    | 6.º  |